# پوچوق
پوچوق (به لاتین: Puçuq) یک منطقه مسکونی در جمهوری آذربایجان است که در شهرستان قوبا واقع شده‌است. پوچوق ۴۸ نفر جمعیت دارد.